# Papamosques jacint
El papamosques jacint (Cyornis hyacinthinus) és una espècie d'ocell de la família dels muscicàpids (Muscicapidae) del sud-est asiàtic. És endèmic de l'illa de Timor (Indonèsia i Timor Oriental), bé com d'algunes altres illes petites de la Sonda adjacents. Habita els boscos tropicals i subtropicals de frondoses humits i de l'estatge montà. El seu estat de conservació és de risc mínim.